# Gérard Iooss
Gérard Iooss, né le 14 juin 1944 à Charbonnier-les-Mines (Puy-de-Dôme), est un mathématicien français traitant des systèmes dynamiques et surtout des problèmes mathématiques de l'hydrodynamique.

## Biographie
Iooss est élève au lycée à Clermont-Ferrand et est étudiant à École polytechnique de 1964 à 1966. 
Il entre en 1967 à l'Office national d'études et de recherches aérospatiales où il reste jusqu'en 1972. À partir de 1972, il est enseignant à l'université Paris-Sud et à partir de 1974 à l'université de Nice.
De 1970 jusqu'en 1985, il est maître de conférences à l'École polytechnique. Il est intervenant auprès de l'université du Minnesota (1977-1978), auprès de l'université de Californie (1978) et à l'université de Stuttgart (1990, 1995, 1997) où il travaille avec Klaus Kirchgässner.
Il a travaillé avec le physicien Pierre Coullet.

## Travaux scientifiques
Ses travaux de 1968 à 1994 ont porté sur les instabilités non linéaires et les bifurcations. Voir les ouvrages,,, et la collaboration avec A. Chenciner. G. Iooss s’est ensuite orienté vers la théorie des vagues, et plus spécialement vers l’étude des bifurcations dans les systèmes réversibles où la méthode de réduction liée à la dynamique spatiale a joué un grand rôle ainsi que la formalisation simple des « formes normales ». Voir les ouvrages, et la collaboration avec P.Coullet, K.Kirchgässner et F.Dias.
Les problèmes provenant de la mécanique des fluides où la difficulté des « petits diviseurs » apparaît, a occupé G.Iooss pendant la dernière décennie. Voir l’ouvrage.et quelques-uns des principaux articles  cités dans la liste (travaux en collaboration avec P.Plotnikov, J.Toland, B.Braaksma).
Articles principaux
1979 A.Chenciner, G.Iooss. Bifurcations de tores invariants. Arch. Rat. Mech. Anal. 69, 2, 109-198.
1987 C.Elphick, E.Tirapegui, M.Brachet, P.Coullet, G.Iooss. A simple global characterization for normal forms of singular vector fields. Physica 29D, 95-127.
1990 P.Coullet, G.Iooss. Instabilities of one-dimensional cellular patterns. Phys. Rev. Lett. 64 , 8, 866-869
1993 G.Iooss., M.C.Pérouème. Perturbed homoclinic solutions in reversible 1:1 resonance vector fields. J.Diff. Equ. 102, 1, 62-88.
2000 G.Iooss., K. Kirchgässner. Travelling waves in a chain of coupled nonlinear oscillators. Com. Math. Phys. 211 , 439-464.
2003 F.Dias, G. Iooss. Water-waves as a spatial dynamical system. Handbook of Mathematical Fluid Dynamics, chap 10, 443 -499. S.Friedlander, D.Serre Eds., Elsevier.
2005 G.Iooss, P.Plotnikov, J.F.Toland .  Standing waves on an infinitely deep perfect fluid under gravity. Arch. Rat. Mech. Anal.177, 3, 367-478.
2005 G.Iooss, E.Lombardi. Polynomial normal forms with exponentially small remainder for analytical vector fields. J.Diff. Equ. 212, 1-61.
2010 G.Iooss, P.Plotnikov. Asymmetrical tridimensional travelling gravity waves. (91p.) Arch. Rat. Mech. Anal. 200, 3 (2011), 789-880.
2019 B.Braaksma, G.Iooss. Existence of bifurcating quasipatterns in steady Bénard-Rayleigh convection. Arch. rat. Mech. Anal. 231, 3 (2019), 1917-1981.

## Prix et honneurs
- 1978 : prix Henri de Parville de l'Académie des sciences
- 1990 : membre correspondant de l'Académie des sciences[8]
- 1993 : prix de recherche Max-Planck
- 1994 : nomination à l'Institut universitaire de France en 1994 (1994-2004)[9]
- 1998 : conférence invitée au Congrès International des Mathématiciens (ICM) de Berlin
- 2008 : prix Ampère

## Ouvrages
- Bifurcation of Maps and Applications, North Holland Math Studies 36, 1979
- Elementary Stability and Bifurcation Theory, avec D. Joseph, Springer Verlag, Undergraduate Texts in Mathematics, 1980, 2. Auflage 1990
- The Couette-Taylor Problem, Applied Mathematics Series 102, avec P. Chossat, Springer Verlag 1994.
- Topics in Bifurcation Theory and Applications, Advanced Series in Nonlinear Dynamics, avec M. Adelmeyer, World Scientific 1992, 2. Auflage 1999
- Local bifurcations, center manifolds, and normal forms in infinite dimensional dynamical systems, avec M. Haragus, EDP Sciences/Springer Verlag 2011